# Герб Шарканского района
Герб муниципального образования «Шарканский район» — официальный символ муниципального образования «Шарканский район». Утверждён в 2008 году, в Государственном геральдическом регистре РФ не зарегистрирован.

## Описание и символика
Описание герба:
Герб муниципального района представляет собой геральдический щит. В лазуревом щите солярный знак — оберег с тремя красными и одним чёрным зубцами, в центре стилизованной нефтяной вышкой. По внешнему круг обрамлён лентой из равновеликих полос черного, белого и красного цветов. На белых полосах расположены надписи с названием муниципального района на русском и удмуртском языках. В лазуревой вершине герба удмуртский орнамент
В гербе муниципального района: чёрный цвет — символ земли и стабильности; красный цвет — символ солнца и жизни; белый цвет — символ космоса и чистоты нравственных устоев. Солярный знак — оберег символизирует национальную особенность муниципального района. Золотой колос, зелёная ель, нефтяная вышка — символизируют богатство народа.

## История
Герб муниципального образования «Шарканский район» утверждён Решением Совета депутатов МО Шарканский район от 7 августа 2008 года № 13.13.